# 여태구
여태구(呂泰九, 1964년 12월 10일 ~ )는 KBO 리그 전 태평양 돌핀스의 외야수이다.

## 출신학교
- 동산고등학교
- 인하대학교 (유급)